# Catedral de la Santísima Virgen María (Belgrado)
La Catedral de la Santísima Virgen María o simplemente Catedral católica de Belgrado (en serbio: Катедрали Блажене Дјевице Марије у Београду) es un templo católico situado en Belgrado, en Serbia, en la parte de la ciudad llamada "Neimar". Es la sede de la Arquidiócesis de Belgrado.
La anterior iglesia fue construida en 1925 y bendecida en el mismo año por el entonces delegado apostólico en Bulgaria Angelo Roncalli, futuro Papa Juan XXIII, durante su visita a Belgrado el 25 de septiembre. En virtud de la presencia de la congregación de los Asuncionistas de Francia, la iglesia siempre se ha llamado "la iglesia francesa."[cita requerida]
En 1938 se inició la construcción de una nueva iglesia, diseñada como una "iglesia monumento" a los soldados franceses y serbios que lucharon en el frente de Tesalónica. Debido a la Segunda Guerra Mundial y sus secuelas, la construcción del edificio permaneció paralizada durante más de 40 años y, mientras tanto, la iglesia fue utilizada inicialmente como sede de la Radio Belgrado y luego como centro de medicamentos. La construcción se reanudó en 1987 y se llevó a cabo con rapidez.